# Biserica de pelerinaj Sfântul Ioan Nepomuk
Biserica de pelerinaj Sfântul Ioan Nepomuk (în cehă Poutní kostel svatého Jana Nepomuckého) de pe Zelená Hora (fostul nume german Grünberg, cu sensul „Dealul verde”) este un edificiu religios de la marginea localității Žďár nad Sázavou (Cehia), aflată la limita între provinciile istorice Boemia și Moravia. Ea este ultima operă a lui Jan Santini Aichel, un arhitect boem care a combinat arhitectura barocă borrominiecă cu elemente gotice în construcție și decorațiuni.
În 1719, când Biserica Romano-Catolică a declarat limba lui Ioan din Nepomuk „incoruptibilă”, s-a început lucrul la o biserică în Zelená hora, unde viitorul sfânt fusese educat. Ea a fost sfințită imediat după beatificarea lui Ioan în 1720, deși construcția a continuat până în 1727. După o jumătate de secol, forma acoperișului a fost modificată în urma unui grav incendiu.
Biserica, cu multe finisaje interioare proiectate de Santini însuși, este remarcabilă pentru trăsăturile sale gotice și pentru simbolismul complex, neobișnuit pentru vremea respectivă. În 1993 a fost inclusă pe lista patrimoniului mondial UNESCO. Dosarul de nominalizare arăta că raporturile matematice utilizate în proiectul arhitectonic ale lui Santini aveau ca scop „crearea unei realități spațiale independente”, „numărul 5 fiind dominant în structura și proporțiile” bisericii.

## Descriere

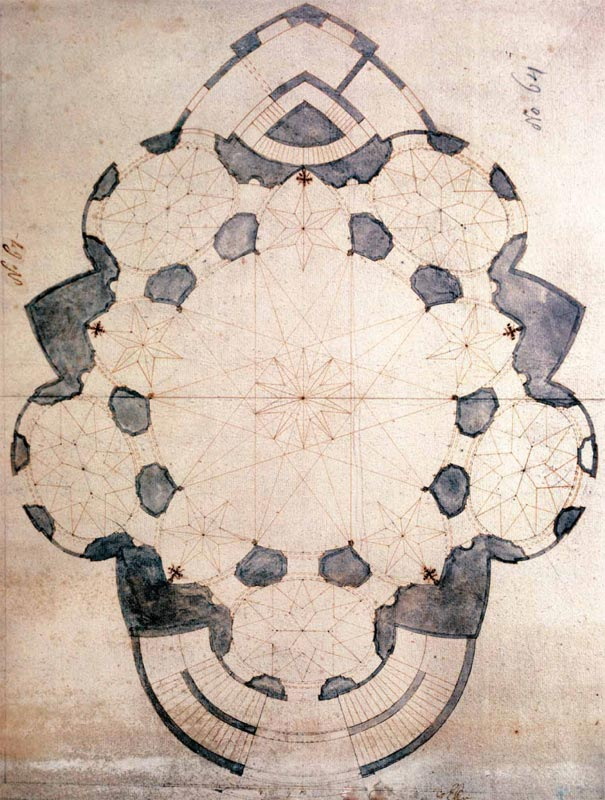
Desen original realizat de Santini - secolul al XVIII-lea

### Planul clădirii
Biserica centrală, împreună cu claustrul său adiacent, este o structură proiectată și construită uniform. Arhitectura clădirii este foarte minimalistă și extrem de eficientă. Ea combină elemente din stilurile baroc și gotic care evidențiază, de fapt, epoca în care Sfântul Ioan Nepomuk a trăit, a lucrat și a fost martirizat. Construcția bisericii se bazează pe geometria cercului, numărul cinci fiind repetat constant ca o trimitere la cele cinci stele ale lui Nepomuk. Aceste stele, potrivit legendei, au apărut deasupra corpului său atunci când el a murit.

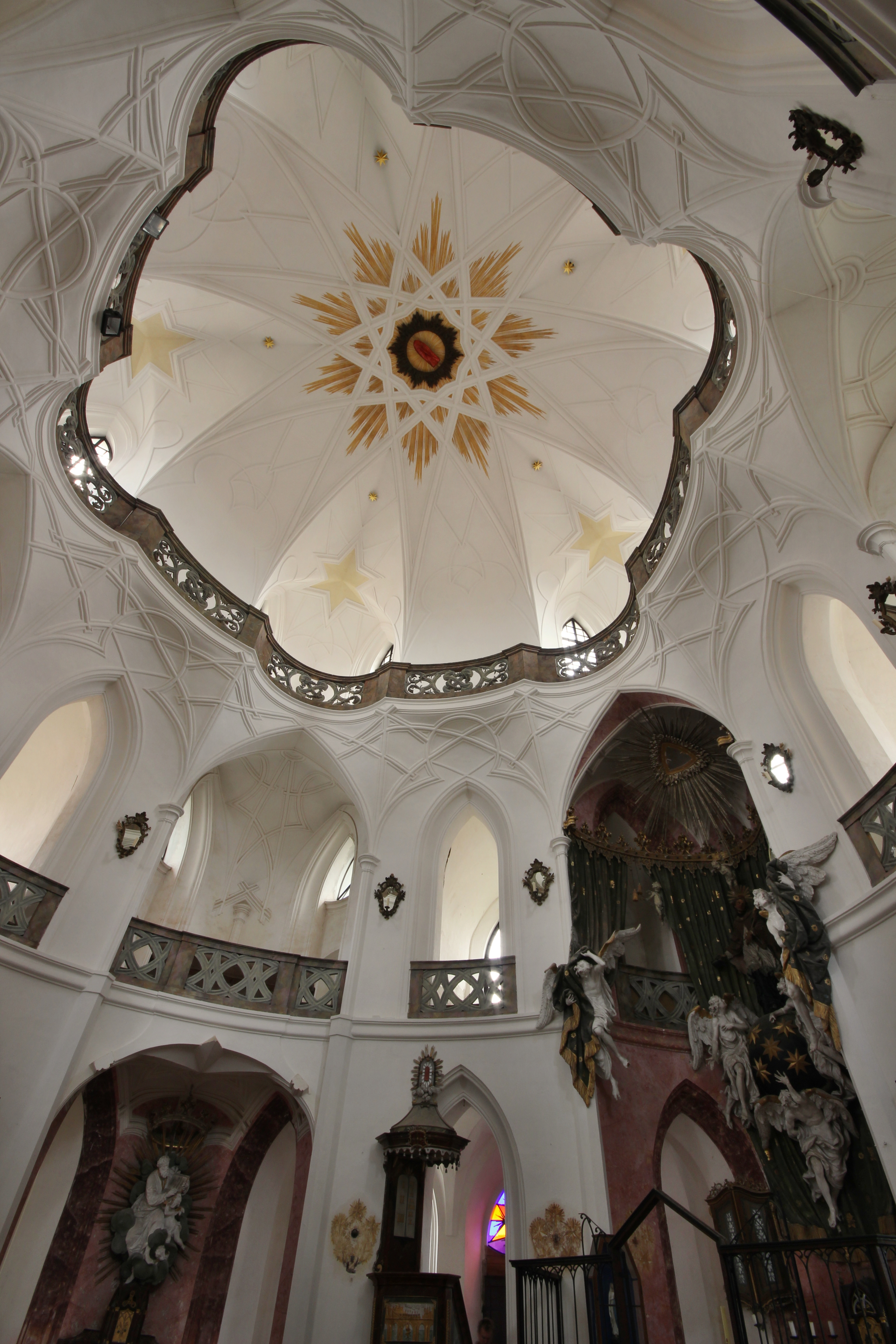
Privire verticală

Acesta este un bun exemplu al modului în care Santini a folosit compasul pentru a-și proiecta structurile. În cazul bisericii Sfântul Ioan Nepomuk Santini a folosit numărul 5, numărul stelelor lui Nepomuk, numărul 3 care face referire la Sfânta Treime și numărul 6 care face trimitere la Sfânta Fecioară Maria pentru că Ioan Nepomuk a fost perceput ca un adorator al ei. Prin urmare, pe întreg perimetrul bisericii se află cinci capele cu plan triunghiular și alte cinci cu plan oval. În același timp, întreaga biserică pare o secțiune tăiată din corul unei catedrale gotice și a contraforturilor ei. Centralitatea bisericii lui Nepomuk evidențiază un spațiu întins pe verticală cu un scop simbolic. Această verticalitate tinde să-și facă vizitatori să-și ridice ochii către raiul simbolic.

### Zona centrală

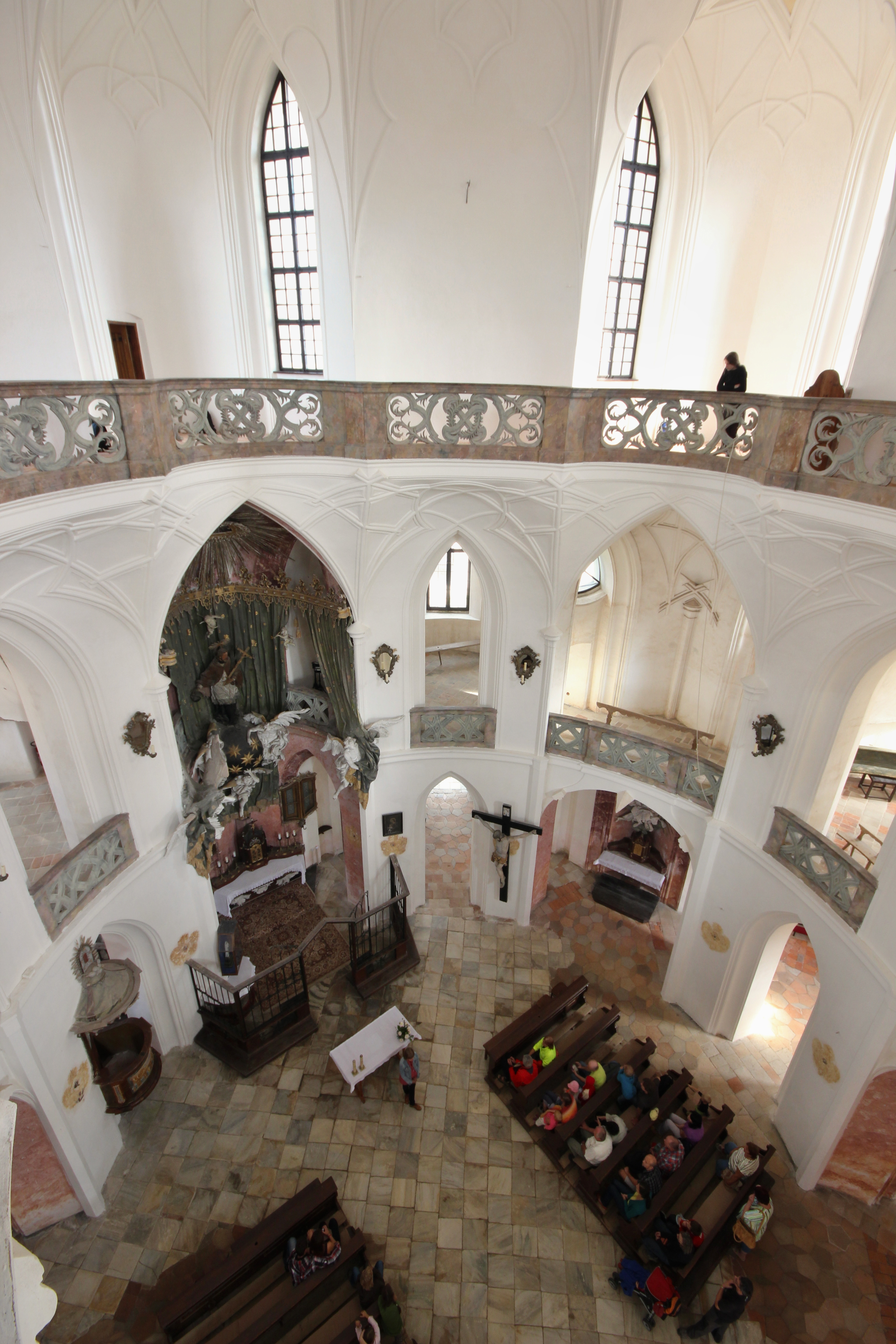
Zona centrală și cele două etaje

În spațiul interior al bisericii sunt dispuse pe întreg perimetrul capele ovale, care sunt conectate cu spațiul cilindric central prin arcade ogivale înguste. Zona centrală care este acoperită de o boltă cu lunete, este susținută de zece piloni. La primul etaj sunt tribune corespunzătoare capelelor de la parter. Al doilea etaj este decorat cu galeria ce conține zece piese de artă, care sunt aranjate în jurul stâlpului ce susține bolta. Decorațiunile din stuc sunt limitate la motivele de la intersecția nervurilor arcurilor cu bolțile gotice. Ca și la alte clădiri ale lui Santini, chiar și aici lumina este folosită pentru a construi spațiul interior. Această abordare se bazează pe interpretarea barocă a luminii ca un semn al prezenței lui Dumnezeu. Unii o numesc „lumină sacră”. 
Iluminarea interiorului bisericii creează un paradox unic. Între timp, zona centrală este iluminată doar în mod indirect prin porțiunile de trecere pe unde pătrunde lumina. Această lumină pătrunde în zona centrală a bisericii prin arcuri ogivale plasate în locuri în care ar trebui să se afle pilonii de susținere. Decorațiunea din stuc subliniază acest paradox prin crearea unei legături între perete și arcul ce aparține unui anumit perete. Acest lucru creează sentimentul că peretele este doar o coajă și că întreaga construcție este inundată de lumină. Întreaga biserică este apoi percepută, de asemenea, ca un relicvariu în care se află o relicvă sfântă (limba Sfântului Ioan Nepomuk).

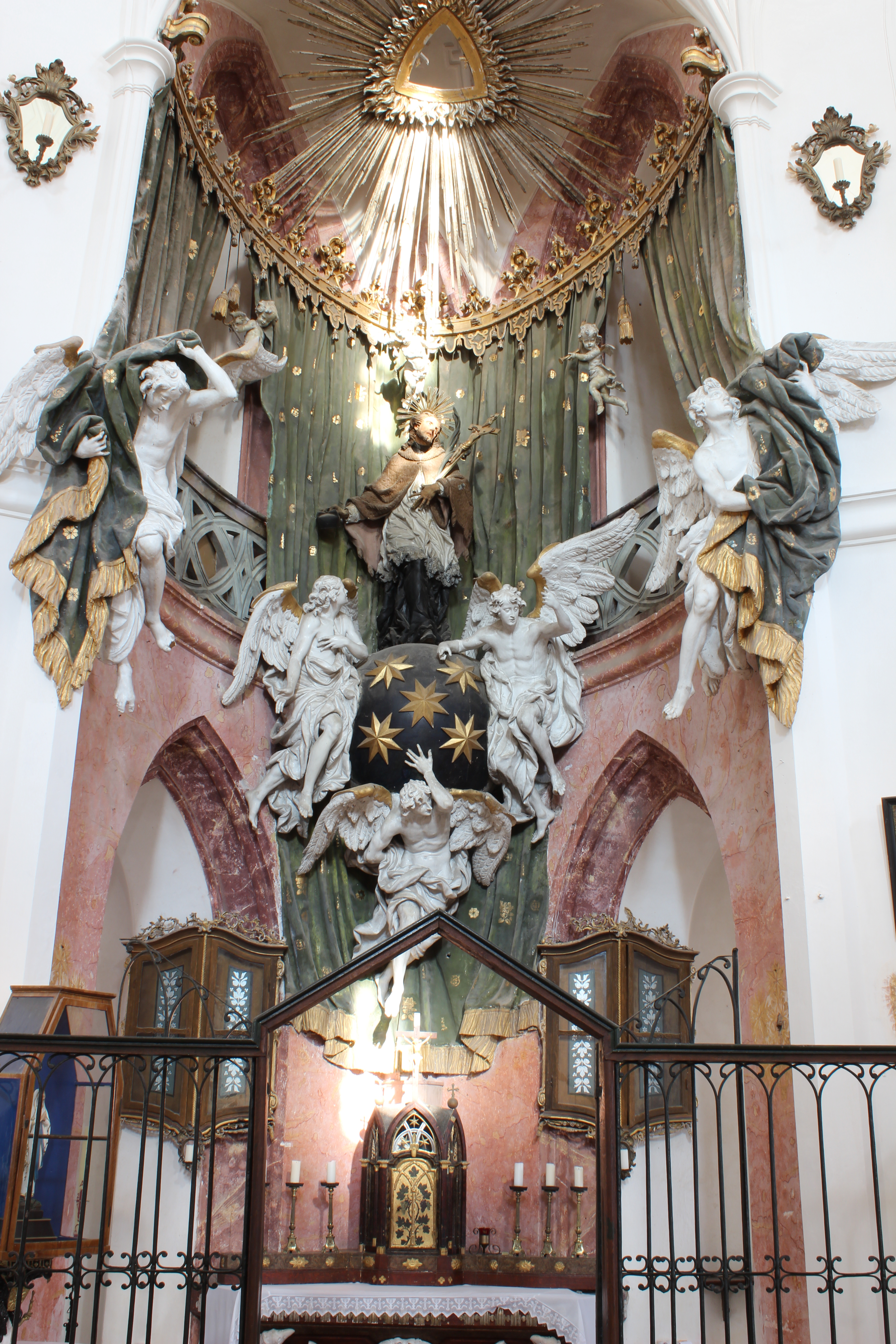
Altarul principal

### Altarul principal
Altarul principal de pe partea de est este plasat într-o arcadă mare. Vârful altarului ajunge la balustrada galeriei de la cel de-al doilea etaj. Statuile a cinci îngeri pe altarul principal (cu cel din centru arătând spre Ioan Nepomuk) și a celor patru evangheliști sunt făcute de mâinile unui sculptor din Chrudim, pe nume Jan Pavel Čechpauer în anii 1725-1727. Trei din cei cinci îngeri susțin o sferă ce simbolizează un cer senin decorat cu cinci stele. Pe sferă se află statuia Sf. Ioan Nepomuk. Sculptura a fost realizată de Řehoř Theny. El a executat, de asemenea, basoreliefurile de pe lectica statuii de pelerinaj din argint a Sfântului Ioan Nepomuk din anul 1729, operă a aurarului praghez Jan Diesbach. Din păcate această statuie a dispărut după anul 1784. Alegerea de a contacta sculptori apropiați de Matthias Braun s-a datorat faptului că Santini a colaborat de mai multe ori cu Braun la diferite proiecte, cei doi având personalități artistice asemănătoare.

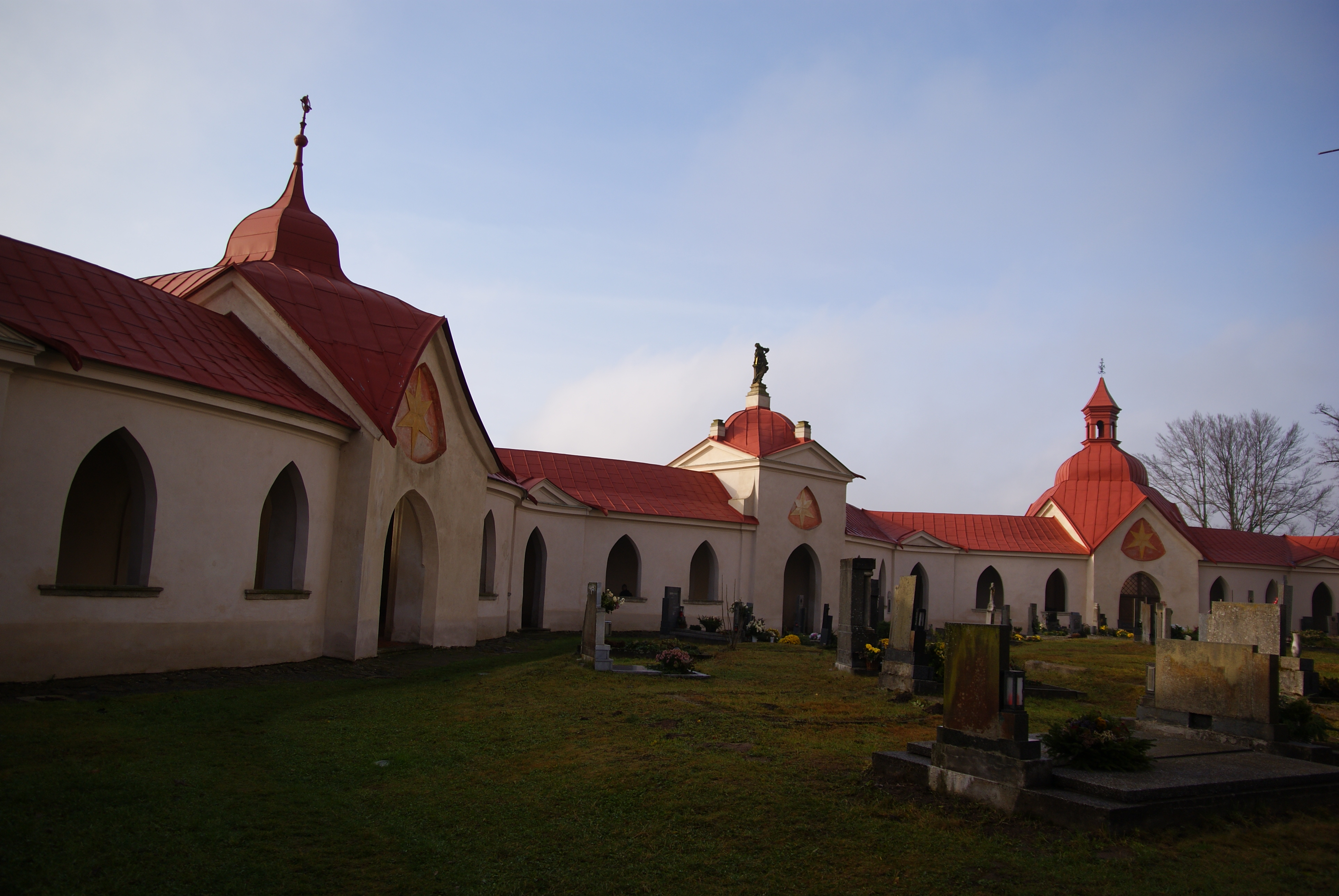
Claustrul împărțit de porți și capele

### Împrejurimi
În jurul bisericii este construit un clastru sub formă de inel împărțit în zece secțiuni de cinci capele și cinci porți, dispuse toate pe un plan circular. Acoperișul fiecărei capele se termina inițial în cinci piloni. Acestea scoteau în evidență sensul luminii și simbolizau eternitatea. Claustrul, împreună cu capelele, era un loc în care pelerinii se rugau și, de asemenea, se putea adăposti atunci când se strica vremea. Atât biserica, cât și împrejurimile sale – claustrul cu capele – ilustrează marele potențial creativ și arhitectonic al lui Santini.

## Marele incendiu din 1784
În 17 iulie 1784 biserica a ars și s-a aflat într-un pericol real de a fi distrusă complet. Localnicii au intervenit și au reușit cu ajutorul important al lui Matěj Sychra să acopere întreaga zonă și să salveze biserica pentru a putea fi păstrată pentru generațiile viitoare. Guberniul (unitate administrativă) a acordat în 1792 permisiunea de a restaura biserica, cu condiția ca biserica să nu mai fie o biserică de pelerinaj și ca cimitirul din Žďár nad Sázavou să fie mutat în apropierea bisericii. În prezent, cimitirul nu mai este în uz și este, de fapt, mutat treptat pentru a da spațiului aspectul original pe care l-a avut în perioada barocă.